# Nino Milano
Antonio Milano, detto Nino (Eboli, 28 febbraio 1920 – Roma, 7 marzo 1989), è stato un attore italiano.

## Biografia
Debutta nel 1948 in Fantasmi del mare, film di guerra diretto da Francesco De Robertis, che lo chiamerà ancora in altri quattro film.
Nei successivi 17 anni prende parte a circa 70 film, e doppia vari attori italiani a cui dà il suo accento napoletano. Gira principalmente commedie e film comici tra cui il film Sette ore di guai con Totò, ma anche film drammatici. Due i film che ha girato all'estero: in Francia nel 1954 I tre ladri e in Spagna nel 1965 Due mafiosi contro Goldginger, che resta il suo ultimo lavoro come attore; si dedica in seguito all'attività di direttore di produzione.

## Filmografia

### Attore
- Fantasmi del mare, regia di Francesco De Robertis (1948)
- Fifa e arena, regia di Mario Mattoli (1948)
- Angelo tra la folla, regia di Leonardo De Mitri e Francesco De Robertis (1950)
- Gli amanti di Ravello, regia di Francesco De Robertis (1950)
- Milano miliardaria, regia di Marino Girolami, Marcello Marchesi e Vittorio Metz (1951)
- La paura fa 90, regia di Giorgio Simonelli (1951)
- Sette ore di guai, regia di Vittorio Metz e Marcello Marchesi (1951)
- Una bruna indiavolata!, regia di Carlo Ludovico Bragaglia (1951)
- Il mago per forza, regia di Marino Girolami, Marcello Marchesi e Vittorio Metz (1951)
- Totò e i re di Roma, regia di Steno e Mario Monicelli (1951) - non accreditato
- Carica eroica, regia di Francesco De Robertis (1952)
- Melodie immortali, regia di Giacomo Gentilomo (1952)
- Cani e gatti, regia di Leonardo De Mitri (1952)
- Il tallone d'Achille, regia di Mario Amendola e Ruggero Maccari (1952)
- Terra straniera, regia di Sergio Corbucci (1952)
- La domenica della buona gente, regia di Anton Giulio Majano (1953)
- Le infedeli, regia di Mario Monicelli e Steno (1953) - non accreditato
- Martin Toccaferro, regia di Leonardo De Mitri (1953)
- Lasciateci in pace, regia di Marino Girolami (1953)
- La pattuglia dell'Amba Alagi, regia di Flavio Calzavara (1953)
- Amanti del passato, regia di Adelchi Bianchi (1953)
- Il matrimonio, regia di Antonio Petrucci (1954)
- Papà Pacifico, regia di Guido Brignone (1954)
- I tre ladri, regia di Lionello De Felice (1954)
- Acque amare, regia di Sergio Corbucci (1954)
- Amarti è il mio peccato (Suor Celeste), regia di Sergio Grieco (1954)
- Napoli piange e ride, regia di Flavio Calzavara (1954)
- Totò e Carolina, regia di Mario Monicelli (1955)
- La donna più bella del mondo, regia di Robert Z. Leonard (1955) - non accreditato
- Yalis, la vergine del Roncador, regia di Francesco De Robertis (1955)
- Scapricciatiello, regia di Luigi Capuano (1955)
- Da qui all'eredità, regia di Riccardo Freda (1955)
- Lacrime di sposa, regia di Sante Chimirri (1955)
- La porta dei sogni, regia di Angelo D'Alessandro (1955)
- Torna piccina mia!, regia di Carlo Campogalliani (1955)
- Io sono la primula rossa, regia di Giorgio Simonelli (1955)
- Ricordami, regia di Ferdinando Baldi (1955)
- Lo spadaccino misterioso, regia di Sergio Grieco (1956)
- Cantando sotto le stelle, regia di Marino Girolami (1956)
- Accadde di notte, regia di Gian Paolo Callegari (1956)
- Amaramente, regia di Luigi Capuano (1956)
- Arriva la zia d'America, regia di Roberto Bianchi Montero (1956)
- I vagabondi delle stelle, regia di Nino Stresa (1956)
- Le notti di Cabiria, regia di Federico Fellini (1957) - non accreditato
- Ascoltami, regia di Carlo Campogalliani (1957)
- La donna che venne dal mare, regia di Francesco De Robertis (1957)
- Serenata a Maria, regia di Luigi Capuano (1957)
- I dritti, regia di Mario Amendola (1957)
- La chiamavan Capinera..., regia di Piero Regnoli (1957)
- Vivendo cantando... che male ti fò?, regia di Marino Girolami (1957)
- Addio per sempre, regia di Mario Costa (1957)
- La zia d'America va a sciare, regia di Roberto Bianchi Montero (1958)
- Un amore senza fine, regia di Luis Knaut e Mario Terribile (1958)
- L'amore nasce a Roma, regia di Mario Amendola (1958)
- Via col... paravento, regia di Mario Costa (1958)
- Adorabili e bugiarde, regia di Nunzio Malasomma (1958)
- Perfide ma... belle, regia di Giorgio Simonelli (1958)
- Totò, Eva e il pennello proibito, regia di Steno (1959)
- Tipi da spiaggia, regia di Mario Mattoli (1959) - non accreditato
- Ferdinando Iº re di Napoli, regia di Gianni Franciolini (1959)
- Gastone, regia di Mario Bonnard (1960)
- Signori si nasce, regia di Mario Mattoli (1960)
- La vendetta di Ercole, regia di Vittorio Cottafavi (1960)
- Caravan petrol, regia di Mario Amendola (1960)
- Totò, Fabrizi e i giovani d'oggi, regia di Mario Mattoli (1960)
- Gerarchi si muore, regia di Giorgio Simonelli (1962)
- Maciste contro i mostri, regia di Guido Malatesta (1962)
- Due mafiosi contro Goldginger, regia di Giorgio Simonelli (1965) - non accreditato